# Aleksandr Grechanínov
Aleksandr Tíjonovich Grechanínov (a veces escrito como Alexander/Alexandre Gretchaninov/Gretchaninoff/Gretschaninow; en ruso: Александр Тихонович Гречанинов) (Moscú, 25 de octubre de 1864,  – Nueva York, 3 de enero de 1956) fue un compositor ruso enmarcado dentro del Romanticismo tardío.

## Biografía
Grechanínov empezó tarde sus estudios de música ya que su padre, un hombre de negocios, esperaba que su hijo se hiciera cargo de la empresa familiar. El mismo Grechanínov decía que no vio un piano hasta que cumplió los 14 años de edad y empezó a estudiar en el Conservatorio de Moscú, en el año 1881, en contra de la voluntad de su padre y sin que éste se enterara. Sus principales profesores fueron Serguéi Tanéyev y Antón Arenski. A finales de los años 80, después de una disputa con Arenski se trasladó a San Petersburgo donde estudió composición y orquestación con Nikolái Rimski-Kórsakov hasta 1893. Inmediatamente Rimski-Kórsakov reconoció la extraordinaria imaginación y talento musical de Grechanínov y le dedicó horas extras, así como una considerable ayuda económica, lo cual lo ayudó bastante a subsistir ya que sus padres no lo apoyaban económicamente. A raíz de esto surgió una gran amistad entre los dos compositores que duró hasta la muerte de Rimski-Kórsakov, en el año 1908. Es, por tanto, de suponer la gran influencia de la música de Rimski-Kórsakov en las obras tempranas de Grechanínov, como es el caso de su Cuarteto de Cuerda nº 1, con el que logró el primer premio en un concurso de composición.
Hacia 1896 regresó a Moscú y se dedicó a la composición de música para teatros, óperas y para la Iglesia Ortodoxa Rusa. Sus obras, especialmente estas de carácter vocal, tuvieron gran éxito en Rusia. En el año 1910 gozaba ya de una gran distinción, hasta el punto que el Zar lo obsequió con una pensión anual.
A pesar de que Grechanínov permaneció bastantes años en Rusia después de la Revolución de Octubre, finalmente tuvo que emigrar, primero a Francia, en 1925, y luego a Estados Unidos en 1939, donde permaneció el resto de sus días. Murió en Nueva York a la edad de 91 años y fue incinerado en una iglesia rusa de Nueva Jersey.

## Obras

### Música orquestal
- 5 sinfonías (1884, 1908, 1923, 1927, 1936)
- Concierto para violonchelo, op.8 (1895)
- Concierto para violín, op.132 (1932)
- Concierto para flauta, arpa y cuerdas, op.159 (1938)

### Música vocal
- Varias óperas
- Canciones (un ciclo "Les Fleurs du mal" op. 48)
- Sonetti romani op. 160, para voz y piano(texto en ruso)
- Vers la victoire (hacia la victoria) (1943)

Música vocal litúrgica
- Semana de la Pasión, op.58 (1911)
- Litúrgica Domestica, op.79 (1917)
- Missa Oecumenica, op.142 (1936)
- Missa Festiva, op.154 (1937)
- Missa Sancti Spiritus (1940)
- Et in Terra Pax, misa, op.166 (1942)

### Música de cámara
- Cuatro cuartetos de cuerdas (1893, 1914, 1916, 1929)
- Dos tríos con piano (1906, 1931)
- Dos sonatas para piano (1931, 1942)
- Obras para piano solo